# Леснинский монастырь (Шовенкур-Провемон)
Богоро́дицкий Ле́снинский монасты́рь (Ле́снинская оби́тель) — ставропигиальный женский православный монастырь русской традиции, с 2016 года находящийся в юрисдикции Сербской истинно-православной церкви, расположенный в коммуне Шовенкур-Провемон в департаменте Эр региона Нормандия Франции.
Община монастыря возводит свою историю к основанной в 1885 году в местечке Лесна Константиновского уезда Седлецкой губернии (ныне в Польше) женской монашеской общине Рождества Пресвятой Богородицы, которая в 1889 году была преобразована в монастырь I класса. В основе его деятельности лежала предложенная его основательницей игуменией Екатериной (Ефимовской) концепция «деятельного монастыря», согласно которой его насельницы, помимо собственно монашеских трудов, активно занимались образовательной деятельностью и социальным служением среди местного населения. В 1915 году в связи с Первой мировой войной насельницы и воспитанницы монастыря числом около 500 человек эвакуировались в Петроград, где монастырская община рассредоточилась по нескольким монастырям. В 1917 году игумении Екатерина и Нина, за которыми последовали 70 насельниц, отбыли в Жабский монастырь на Днестре. В 1920 году, не согласившись перейти в Румынскую православную церковь, большая часть леснинской общины в составе 62 монахинь и послушниц отбыли в Белград, войдя в подчинение Русской православной церкви заграницей. После краткого пребывания в монастыре Кувеждин, монахини обосновались в монастыре Ново-Хопово. Хотя возобновить в Югославии социальную и просветительскую деятельность в прежнем объёме было невозможно, монастырь стал одним из центров духовной жизни русской белой эмиграции. Кроме того, Леснинская община, активно принимая к себе сербских послушниц, способствовала возрождению женского монашества в сербском православии, угасшего в период турецкой оккупации. Воспитанницами Хопова было основано или заселено в общей сложности 30 обителей. В 1943 году во время Второй мировой войны Монастырь Хопово был разрушен, а община поселилась в Белграде. В 1945 году она была принята в юрисдикцию Московского Патриархата. Монахини во главе с игуменией Ниной ходатайствовали о возвращении в СССР, но не смогли добиться разрешения, и в 1950 году после резкого ухудшения отношений СССР и Югославии, уехали во Францию, где вскоре вернулись в подчинение РПЦЗ. Сначала община разместилась в отдельном здании в Фуркё, пригороде Парижа, а в 1967 году переехала в купленное поместье в деревне Провемон в Нормандии, где монастырь располагается до настоящего времени. Леснинский монастырь в этот период был деятельным участником церковной жизни РПЦЗ в Западной Европе. В мае 2007 года насельницы монастыря, несогласные с подписанием Акта о каноническом общении, вышли из юрисдикции РПЦЗ и перешли в неканоническую Русскую истинно-православную церковь, отделившуюся от неё в 2001 году. 9 ноября 2016 года монастырь вместе со своими насельницами и клириками, составлявшими Миссию Леснинского монастыря, перешли в юрисдикцию Сербской истинно-православной церкви.

## История

### В Лесне

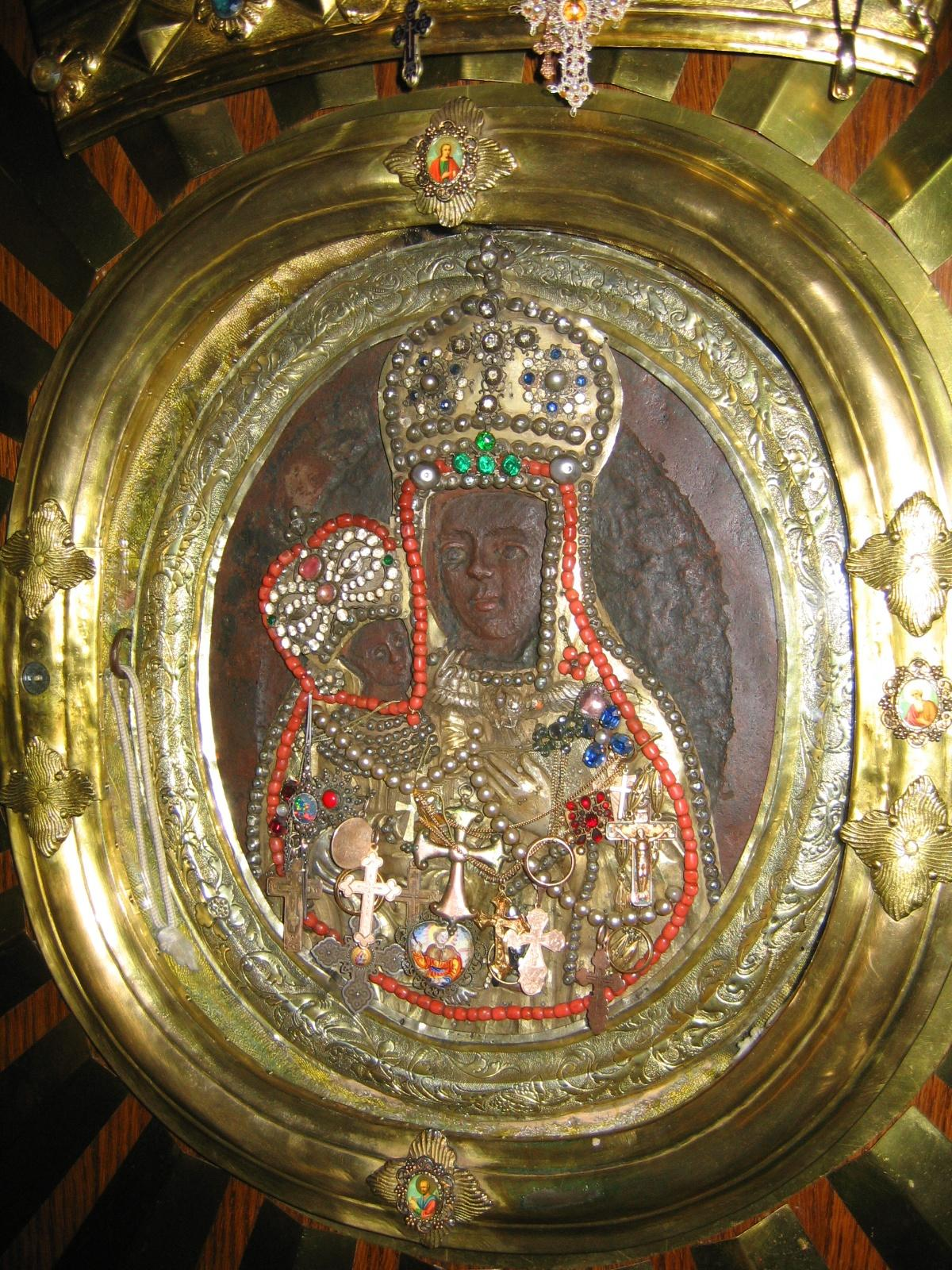
Леснинская икона

Леснинский Богородицкий монастырь основан в 1885 году в местечке Лесна Константиновского уезда Седлецкой губернии (ныне Польша) на границе России с Австро-Венгрией архиепископом Холмско-Варшавским Леонтием под именем женской общины. В 1889 году преобразована в монастырь. Строительницей была игумения Екатерина (в миру графиня Евгения Борисовна Ефимовская).
В монастыре было возведено шесть храмов. В соборном храме в честь Воздвижения Креста Господня находилась чудотворная Леснинская икона Божией Матери, обретённая 14 сентября 1683 года.
Монастырь был призван путём воспитания девочек содействовать упрочению православия среди «упорствующих», то есть униатов, чуждающихся православия. При монастыре действовала школа-приют с 4-годичным курсом, небольшая богадельня для престарелых женщин, приёмный покой с амбулаторией для приходящих больных, лазарет на 25 кроватей, аптека, несколько мастерских.
В 1907 году в обители насчитывалось 18 монахинь и 100 послушниц.

### В Петербурге и Бессарабии
Первая мировая война в 1915 году заставила обитель (около 500 монашествующих и более 600 учащихся) перебраться вглубь страны. Большая часть сестёр и дети приюта отправились в Серафимо-Понетаевский монастырь в Нижегородской губернии. Меньшая часть (около 140 человек) во главе с игуменьей поехала в Петроград, где одни нашли приют в Новодевичьем Воскресенском монастыре, а другие — в Иоанновском.
В столице сёстры оставались до середины августа 1917 года, когда по приглашению архиепископа Кишинёвского Анастасия (Грибановского) обе игумении и 70 сестёр уехали в Жабский монастырь на Днестре.
В 1920 году Бессарабия была аннексирована Румынией, и новые власти предложили сёстрам принять румынское подданство и вести богослужения на румынском языке. Ходили слухи, вскоре оправдавшиеся, что Румынская Православная Церковь перейдёт на новый календарь. Игумении Екатерина и Нина приняли решение искать для монастыря новое пристанище и поехали в Сербию просить помощи у принца-регента Александра I Карагеоргиевича, покровителя белой русской эмиграции в Королевстве сербов, хорватов и словенцев. Часть монахинь всё же решила остаться в Жабском монастыре.

### В Югославии
Принц-регент Александр дал согласие на приём всех сестёр и духовенства Леснинского монастыря, а епископ Нишский Досифей (Васич) позаботился, чтобы для перевозки монахинь по Дунаю была предоставлена баржа. В августе 1920 года сёстры и священники монастыря сели на баржу и спустились вниз по Дунаю к Белграду. По приезде в Сербию они вначале поселились в монастыре Кувеждин, а через несколько месяцев перебрались в монастырь Ново-Хопово. Оба эти монастыря расположены на склонах Фрушской горы, в 15 км от Сремских Карловцев, где в 1920—1930-е годы располагался Архиерейский Синод Русской православной церкви заграницей.
В 1943 году монастырь Ново-Хопово стало ареной боёв между хорватскими усташами и Народно-освободительной армией Югославии. Обе воюющие стороны враждебно относились к сёстрам. По ходатайству чинов Русского охранного корпуса в Югославии и Сербской патриархии немецкие власти разрешили эвакуацию монастыря в Белград, где он занял комнаты богословского общежития, а затем старческого дома на окраине города.
В апреле 1945 года монастырь был принят в юрисдикцию Русской православной церкви епископом Кировоградским Сергием (Лариным), прибывшим в Белград 8 апреля во главе делегации Московской патриархии. Восстановленные в советском гражданстве, сёстры несколько лет прожили, ожидая переезда в Советский Союз, о чём было подано соответствующее ходатайство гражданским властям. По мысли патриарха Алексия I, их предполагалось поселить в московском Новодевичьем монастыре. Однако решение вопроса затягивалось властями СССР. В ноябре 1949 года протоиерей Иоанн Сокаль сообщал:

Хоповско-Леснинский монастырь каждый месяц хотят выслать из Белграда, но посольство, слава Богу, отстаивает, ссылаясь на то, что они ждут переезда на Родину.

Американцы, узнавши об их тяжёлом положении, уже дважды предлагали перевезти их на казённый счёт в Америку, обещая им все выгоды и удобства. Об этом пишут им епископы Никон и Серафим, но матушка-игуменья Нина ответила, что она принадлежит Московской юрисдикции и поэтому не может быть никакого разговора о переезде к отколовшимся от Матери-Церкви… В случае её смерти сёстры вряд ли выдержат долго такую тяжесть жизни. Уже 7 лет они живут как бы на вокзале, не уверенные, что с ними будет завтра… Думаю, что больше года они такого испытания больше не выдержат.
В том же году игумения Нина скончалась. Патриарх Алексий I назначил игуменией монахиню Феодору (княгиню Львову).
В 1950 году «был изгнан в Албанию русский женский монастырь, составленный большей частью из наших Леснинских сестёр, основанный матушкой Диодорой. Изгнан в полчаса без церковных книг и церковного имущества. Его участь боялась разделить матушка Феодора и решила перевезти обитель во Францию», куда её приглашали племянники — архимандрит Леонтий и игумен Антоний (Бартошевичи). Пользуясь тем, что монахиня Магдалина (Граббе) была учительницей у детей швейцарского посла, сёстрам удалось оформить документы для выезда во Францию. 31 июля на поезде насельницы выехали в Париж.

### Во Франции

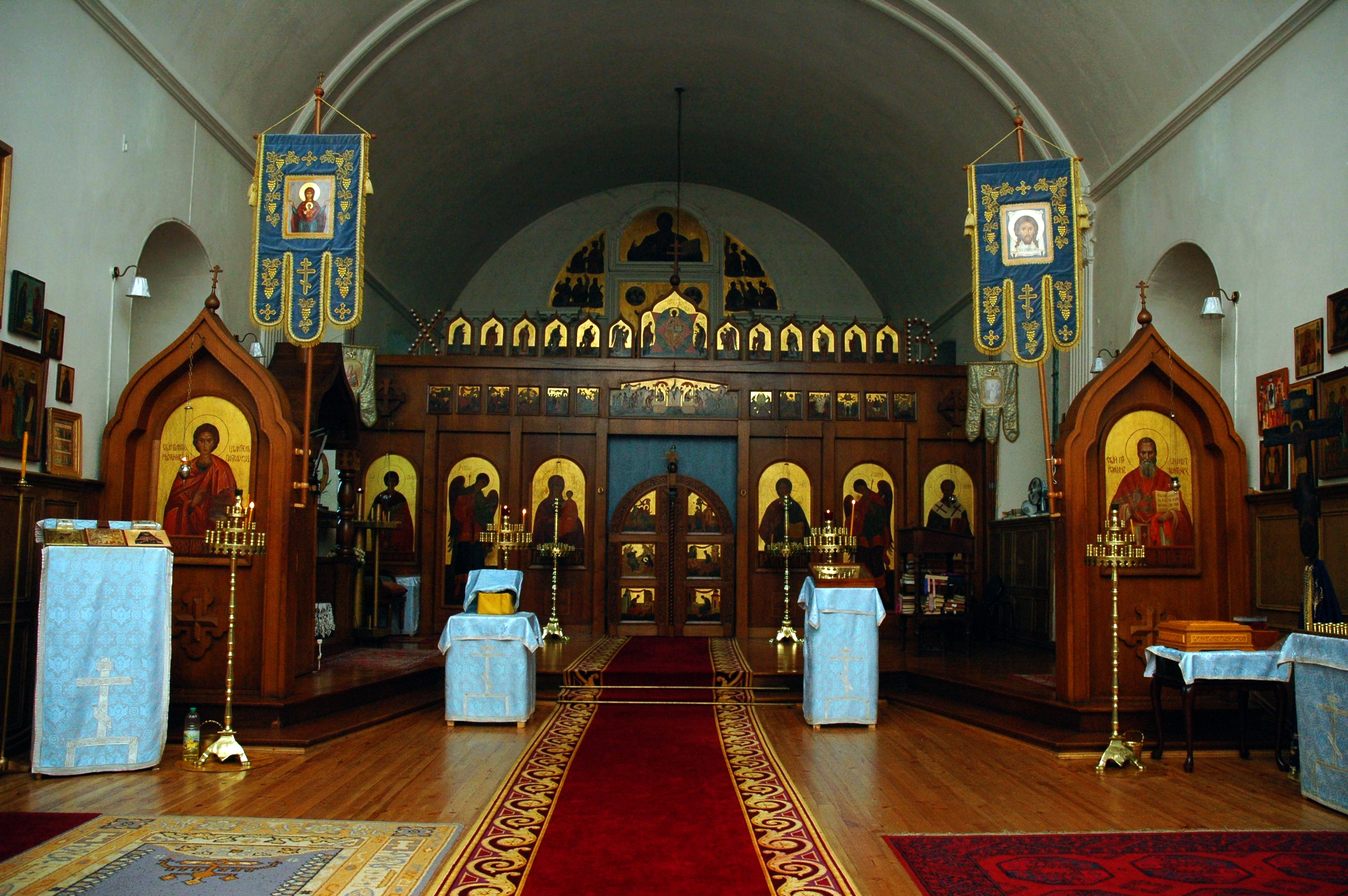

В декабре 1950 года сёстрам удалось разместиться в отдельном здании в Фуркё, пригороде Парижа. При этом сёстры обители (около 50 человек), а также их духовник иеромонах Никандр (Беляков), по-видимому, не планировали переходить в юрисдикцию РПЦЗ. Лишь по прибытии во Францию монахиням сообщили, что советское гражданство создаст им немало проблем и что теперь они будут находиться в подчинении митрополита Анастасия (Грибановского). Иеромонах Никандр некоторое время сопротивлялся выходу из подчинения Московской Патриархии и даже навещал архимандрита Николая (Ерёмина) для консультаций. Однако вскоре под нажимом игуменьи игумен Никандр перешёл в подчинение РПЦЗ. Монастырь был размещён в Сен-Клу, неподалёку от Парижа, в помещениях римо-католического монастыря. По свидетельству протоиерея Бориса Старка, переход обители в лоно РПЦЗ произвел большой эффект. К чудотворной Лесненской иконе начались массовые паломничества, а газеты говорили о чудесном избавлении этой святыни и целого монастыря от «Красной Патриархии».
В 1967 года было приобретено старинное поместье в деревне Провемон в Нормандии, где монастырь располагается до настоящего времени.
В 1990-х монастырь часто посещал хранитель Монреальской мироточивой иконы брат Иосиф. Как иконописец, он внёс вклад в роспись иконостаса.
С 1993 по 2000 год монастырь был резиденцией правящего архиерея Западно-Европейской епархии РПЦЗ архиепископа Серафима (Дулгова), здесь также были проведены два Архиерейских Собора РПЦЗ, с 1996 по 2000 год ежегодно проходили духовно-певческие съезды.
С конца 1990-х до 2001 года духовником обители был протоиерей Константин Фёдоров, противник сближения с РПЦ МП. Противником сближения с Церковью в России был архиепископ Серафим (Дулгов), пребывавший на покое в монастыре до своей кончины в 2003 году.
В 2005 году было торжественно отмечено 120-летие основания монастыря в служении владыки Лавра, архиепископа Марка и епископа Агапита.
2 мая 2007 году насельницы Леснинского монастыря, настроенные непримиримо по отношению к Акту о каноническом общении, выступили с заявлением о переходе своей обители в юрисдикцию «Русской истинно-православной церкви». 8 мая митрополит Лавр направил письмо игумении Макрине и сёстрам Леснинской обители, в котором говорилось:

Вы сообщаете о Вашем печальном решении перейти под омофор так называемой «Русской истинно-православной церкви», что Вы и осуществили в канун Преполовения Пятидесятницы. До этого я получил телефонное сообщение о Вашем поступке Преосвященного епископа Женевского и Западно-Европейского Михаила. Очень жаль, что Вы так поступили, я и многие, кто любили и почитали Вашу обитель, огорчены Вашим таким легкомысленным поступком.

17 декабря 2009 года постановлением Архиерейского синода при монастыре учреждалась «Православная духовно-просветительская миссия» «с непосредственным подчинением Председателю Архиерейского Синода». 29 января 2010 года указом председателя Архиерейского синода РИПЦ Тихона (Пасечника) начальником данной «духовной миссии» был назначен иеромонах Евфимий (Трофимов).
9 октября 2010 года в деревне Провемон состоялось прославление первой игуменьи Леснинского монастыря преподобной Екатерины Леснинской во время престольного праздника в Свято-Богородицком Леснинском монастыре.
Игумения Макрина (Холмова) в июле 2016 года описала этот период пребывания в РИПЦ так:

По мере наших сил и возможностей мы включились в церковную жизнь РИПЦ, участвуя в различных съездах и конференциях, комиссиях и заседаниях. Особенно памятны духовные торжества: прославления Отцов-Исповедников Катакомбной Церкви и свят. Филарета и нашей преп. Екатерины Леснинской, хиротония еп. Акакия для сербской Церкви. Верим, что Господь благословил избранный нами путь: в наш монастырь поступили новые сёстры, вокруг монастыря сформировались духовная миссия и большой круг паломников и прихожан.

10 октября 2016 года Леснинский монастырь обратился к Синоду РИПЦ с просьбой предоставить монастырю канонический отпуск для перехода «под омофор Преосвященнейшего епископа Акакия Утешителевского, первоиерарха Сербской Истинно-Православной Церекви». Прошение подписали игумения Макрина (Холмова), три священника, восемь монахинь, четыре инокини, три послушницы и ещё четыре женщины, подписавшиеся как р/б («раба Божия»). В тот же день было написано прошение о переходе в ту же юрисдикцию «духовенства Духовно-Просветительской миссии при Лесненском Свято-Богородицком монастыре и общин богомольцев монастыря в Париже, Страсбурге, Барселоне, Хенофе и Лёнингене».
2 ноября 2016 года Архиерейский синод РИПЦ ответил игумении Макрине, что «не имеет канонической возможности разрешить Леснинской обители переход из Русской Истинно-Православной Церкви в Сербскую Истинно-Православную Церковь», сославшись на то, что «РИПЦ продолжает традицию Российской Православной Церкви, которая обслуживала Западную Европу как Митрополию со времён Патриарха Тихона и ранее». В тот же день постановлением Архиерейского синода РИПЦ «все полномочия духовно-просветительской миссии» при монастыре «передаются в ведение Архиерейского Синода. Начальник миссии и помощница начальника миссии освобождаются от своих обязанностей».
9 ноября 2016 года «Архиерейский совет» Сербской истинно-православной церкви (СИПЦ) в составе епископов Акакия (Станковича) и Нектария (Иванковича) постановил: «Принимая во внимание весьма тяжёлую ситуацию, в которой оказался Леснинский монастырь и его миссия, а также имея в виду и состояние Синода РИПЦ — его новый курс, в котором уже не узнаем оною РИПЦ, с которой мы с радостью познакомились в 2008 году и от которой приняли братскую помочь под видом хиротонии епископа в 2011 году — ответственно принимаем решение Свято-Богородицкий Леснинский монастырь и его западноевропейскую миссию временно принять под наш архиерейский омофор, надеясь, что ситуация в РИПЦ нормализуется».
21 ноября 2016 года монастырь официально заявил о своём разрыве с Синодом РИПЦ и переходе под омофор СИПЦ: «Ввиду очевидной дезорганизации управления Синода РИПЦ и уклонения от канонической линии Русской Зарубежной Церкви приснопамятных Митрополитов Антония, Анастасия, свят. Филарета и Виталия, а также указов и действий, направленных на разрушение церковной жизни, мы заявляем о своём выходе из-под означенного управления и переходе под омофор Сербской Истинно-Православной Церкви».

## Настоятельницы
1. Игумения Екатерина (Ефимовская) (1885—1925)
2. Игумения Нина (Косаковская) (1925—1949)
3. Схиигуменья Феодора (Львова)[пол.] (1949—1977)
4. Игумения Магдалина (Граббе)[пол.] (1977—1987)
5. Игумения Афанасия (Гуттенбергер) (1987—1993)
6. Игумения Макрина (Холмова) (1993—2019), 16 июля 2019 года приняла схиму с именем Ангелина в честь преподобной Ангелины Сербской. Скончалась 18 мая 2025 года.
7. Игумения Евфросиния (Молчанова) (с 16 июля 2019 года)